# Istmo de Ak-Monay
El istmo de Ak-Monay (en ucraniano: Ак-Монайський перешийок, en ruso: Ак-Монайский перешеек, en tártaro de Crimea: Aq Manay boynu) también conocido como istmo de Parpach es un istmo de Ukrania situado en la República Autónoma de Crimea de Ucrania o República de Crimea de Rusia. Está ubicado entre la península de Kerch y el resto de la península de Crimea uniéndolas en una sola gran península.
Al norte tiene salida al mar de Azov y al sur al mar Negro. En la parte norte además comienza la Flecha de Arabat. Administravimente pertenece al Municipio de Feodosia y al Raión de Lenine.